# Hikari (Yamaguchi)
Pour les articles homonymes, voir Hikari.
Hikari (光市, Hikari-shi) est une ville située dans la préfecture de Yamaguchi, au Japon.

## Géographie

### Situation
Hikari est située dans le sud-est de la préfecture de Yamaguchi, au bord de la mer intérieure de Seto.

### Municipalités limitrophes
| Kudamatsu              | Shūnan                 | Iwakuni |
| mer intérieure de Seto | Hikari                 | Yanai   |
| mer intérieure de Seto | mer intérieure de Seto | Tabuse  |

### Démographie
En septembre 2020, la population de Hikari s'élevait à 50 542 habitants, répartis sur une superficie de 92,13 km2.

## Histoire
Hikari a acquis le statut de ville le 1er avril 1943.
Pendant la Seconde Guerre mondiale, Hikari a abrité une base navale et un arsenal qui construisit notamment des Kaiten. Le complexe militaire et la ville furent sévèrement touchés par des bombardements le 14 août 1945.

## Transports
Hikari est desservie par la ligne principale Sanyō de la JR West. La gare de Hikari est la principale gare de la ville.
La ville possède un port.

## Personnalités liées à la municipalité
- Yōsuke Matsuoka (1880-1946), homme politique
- Kenji Miyamoto (1908-2007), homme politique